# 栗本天命
栗本天命（日语：クリノメイ），是日本現役純種競賽馬匹。目前主要勝有2025年鬱金香賞。

## 出賽前
2022年5月8日出生於北海道日高町木村牧場，所有權歸於母系馬主栗本博晴親戚栗本依利子旗下。
其後交由栗東訓練中心練馬師須貝尚介訓練。

## 競賽生涯

### 2歲
2024年8月10日出戰札幌競馬場2歲新馬戰，比賽初段維持在先頭位置，在直路上逐步加速也超越前方對手，最終以1/2馬位取得首勝。
其後出戰一捷馬戰藏紅花賞，選擇於中團位置展開賽事下在通過彎道時逐步發力上前，在直路上仍然維持不俗的走勢，最終在最後一步超越領放的對手取得勝利。
年末以阪神兩歲牝馬錦標作為目標，然而在入閘後在閘箱內暴走，因而被罰至最外檔起跑。受到此事件影響，其未能於初段進佔先頭至中團的有利位置，一直保持在隊伍最後方下未能在直路衝出，最終以第十四大敗。

### 3歲
2025年於稍為休養過後出戰鬱金香賞，並改為夥拍騎師酒井學。比賽開始後，其選擇於內欄位置取位，順利衝出下一直保持在先頭約莫第三、四左右的位置。進入直路後，其開始展開加速逐步透出，在最後關頭成功壓制一直處於其外側的Vip Daisy，同時亦能阻止內欄上前的Water Gerbera，以鼻位優勢擊敗對手取得首個分級賽冠軍。
其後出戰櫻花賞，比賽初段隨即在外檔位置搶前並緊隨領放的Erika Express推進，但受到較快步速的影響下在直路未能維持走勢，最終以第十五大敗。
6月選擇轉往泥地戰線並出戰關東橡樹大賽，比賽初段其保持在先頭外疊位置，確保推進路線下順應節奏行進。進入第二圈對面直路後，其稍微內閃進佔內欄遮擋位，在直路上亦在同樣位置加速上前，但最終未能完全衝刺下以第四落敗。

### 詳細賽績
| 日期      | 舉辦國家 | 馬場 | 距離   | 級別  | 賽事名稱         | 負重 | 騎師       | 馬號 | 出馬 | 名次 | 時間   | 頭馬（二馬）      |
| --------- | -------- | ---- | ------ | ----- | ---------------- | ---- | ---------- | ---- | ---- | ---- | ------ | ----------------- |
| 10/8/2024 | 日本     | 札幌 | 草1500 |       | 2歲新馬          | 55   | 佐佐木大輔 | 1    | 7    | 1    | 1:29.7 | （Water Airy）    |
| 29/9/2024 | 日本     | 中山 | 草1600 |       | 藏紅花賞         | 55   | 佐佐木大輔 | 2    | 9    | 1    | 1:35.2 | （炙熱視線）      |
| 8/12/2024 | 日本     | 京都 | 草1600 | GI    | 阪神兩歲牝馬錦標 | 55   | 荻野琢真   | 11   | 18   | 14   | 1:34.9 | Arma Veloce       |
| 2/3/2025  | 日本     | 阪神 | 草1600 | GII   | 鬱金香賞         | 55   | 酒井學     | 2    | 14   | 1    | 1:34.0 | （Water Gerbera） |
| 13/4/2025 | 日本     | 阪神 | 草1600 | GI    | 櫻花賞           | 55   | 酒井學     | 15   | 18   | 15   | 1:36.0 | 巧繡生花          |
| 18/6/2025 | 日本     | 川崎 | 泥2100 | JpnII | 關東橡樹大賽     | 55   | 佐佐木大輔 | 4    | 14   | 4    | 2:18.6 | Memoria Cafe      |

## 血統簡介
父系黃金巨匠爲日本賽駒，生涯戰績彪炳，爲日本賽馬史上第七匹三冠馬，曾贏得六項一級賽並做出連續兩年於凱旋門大賽跑獲亞軍的佳績。祖父黃金旅程亦爲日本賽駒，生涯戰績不俗，曾勝出香港瓶，退役後配種成績亦非常優秀。
母系Kurino Elizabeth為日本賽駒，曾於地方勝出五場賽事。外祖父Precise End為美國賽駒，生涯曾勝出三級賽貝肖爾錦標。

### 血統表
| 父線：週日寧靜系（Halo系）                           |                               |              |                 |
| 種馬 黃金巨匠 2008年（栗色）                         | 黃金旅程 1994年（深棗色）     | 週日寧靜     | Halo            |
| 種馬 黃金巨匠 2008年（栗色）                         | 黃金旅程 1994年（深棗色）     | 週日寧靜     | Wishing Well    |
| 種馬 黃金巨匠 2008年（栗色）                         | 黃金旅程 1994年（深棗色）     | Golden Sash  | Dictus          |
| 種馬 黃金巨匠 2008年（栗色）                         | 黃金旅程 1994年（深棗色）     | Golden Sash  | Dyna Sash       |
| 種馬 黃金巨匠 2008年（栗色）                         | Oriental Art 1997年（栗色）   | 目白麥昆     | Mejiro Titan    |
| 種馬 黃金巨匠 2008年（栗色）                         | Oriental Art 1997年（栗色）   | 目白麥昆     | Mejiro Aurora   |
| 種馬 黃金巨匠 2008年（栗色）                         | Oriental Art 1997年（栗色）   | Electro Art  | 北方風味        |
| 種馬 黃金巨匠 2008年（栗色）                         | Oriental Art 1997年（栗色）   | Electro Art  | Grandma Stevens |
| 繁殖雌馬 Kurino Elizabeth 2011年（棗色）             | Precise End 1997年（深棗色）  | 最後橫掃     | Forty Niner     |
| 繁殖雌馬 Kurino Elizabeth 2011年（棗色）             | Precise End 1997年（深棗色）  | 最後橫掃     | Broom Dance     |
| 繁殖雌馬 Kurino Elizabeth 2011年（棗色）             | Precise End 1997年（深棗色）  | Precisely    | Summing         |
| 繁殖雌馬 Kurino Elizabeth 2011年（棗色）             | Precise End 1997年（深棗色）  | Precisely    | Crisp 'N Clear  |
| 繁殖雌馬 Kurino Elizabeth 2011年（棗色）             | Wink at Danger 1991年（棗色） | 單色         | 北地舞人        |
| 繁殖雌馬 Kurino Elizabeth 2011年（棗色）             | Wink at Danger 1991年（棗色） | 單色         | Pas de Nom      |
| 繁殖雌馬 Kurino Elizabeth 2011年（棗色）             | Wink at Danger 1991年（棗色） | Tilt My Halo | Halo            |
| 繁殖雌馬 Kurino Elizabeth 2011年（棗色）             | Wink at Danger 1991年（棗色） | Tilt My Halo | Loudrangle      |
| 雌系：號族：22-a                                     |                               |              |                 |
| 五代內近親交配：Halo 4×4、北方風味 4×5、北地舞人 4×5 |                               |              |                 |

## 命名由來
名字中，Kurino（クリノ）為馬主栗本依利子家族之冠名，出自其姓氏中的「栗」（クリ）結合日語連接詞「的」（ノ）組成，Mei（メイ）則於日語中，帶有「命」的意思，香港翻譯為「天命」。

## 外部連結
- 栗本天命 netkeiba.com
- 血統表